# Girimulyo (Windusari)
Girimulyo is een bestuurslaag in het regentschap Magelang van de provincie Midden-Java, Indonesië. Girimulyo telt 1558 inwoners (volkstelling 2010).